# BCV Volley Cup 1991
La BCV Volley Cup di pallavolo femminile 1991 si è svolto dal 10 al 14 aprile 1991 a Montreux, in Svizzera. Al torneo hanno partecipato 8 squadre nazionali e la vittoria finale è andata per la prima volta alla CSI.

## Squadre partecipanti
- Cecoslovacchia
- Cina
- Comunità degli Stati Indipendenti
- Corea del Sud
- Cuba
- Paesi Bassi
- Stati Uniti
- Svizzera

## Gironi
| Girone A                                                       | Girone B                                   |
| -------------------------------------------------------------- | ------------------------------------------ |
| Cecoslovacchia Comunità degli Stati Indipendenti Cuba Svizzera | Cina Corea del Sud Paesi Bassi Stati Uniti |

## Fase finale

### Finali 1º e 3º posto
|  | Semifinali                        | Semifinali                        | Semifinali  |             |                                   | Finale 1º/2º posto                | Finale 1º/2º posto | Finale 1º/2º posto |  |
|  |                                   |                                   |             |             |                                   |                                   |                    |                    |  |
|  | Comunità degli Stati Indipendenti | Comunità degli Stati Indipendenti | 3           |             |                                   |                                   |                    |                    |  |
|  | Comunità degli Stati Indipendenti | Comunità degli Stati Indipendenti | 3           |             |                                   |                                   |                    |                    |  |
|  | Cina                              | Cina                              | ?           |             |                                   |                                   |                    |                    |  |
|  | Cina                              | Cina                              | ?           |             | Comunità degli Stati Indipendenti | Comunità degli Stati Indipendenti | 3                  |                    |  |
|  |                                   |                                   |             |             | Comunità degli Stati Indipendenti | Comunità degli Stati Indipendenti | 3                  |                    |  |
|  |                                   |                                   | Stati Uniti | Stati Uniti | 0                                 |                                   |                    |                    |  |
|  | Stati Uniti                       | Stati Uniti                       | Stati Uniti | Stati Uniti | 0                                 | 3                                 |                    |                    |  |
|  | Stati Uniti                       | Stati Uniti                       |             |             |                                   | 3                                 |                    |                    |  |
|  | Cuba                              | Cuba                              | ?           |             |                                   | Finale 3º/4º posto                | Finale 3º/4º posto | Finale 3º/4º posto |  |
|  | Cuba                              | Cuba                              | ?           |             |                                   |                                   |                    |                    |  |
|  |                                   |                                   |             |             |                                   |                                   |                    |                    |  |
|  |                                   |                                   |             |             |                                   | Cuba                              | Cuba               | 3                  |  |
|  |                                   |                                   |             |             |                                   | Cuba                              | Cuba               | 3                  |  |
|  |                                   |                                   |             |             |                                   | Cina                              | Cina               | ?                  |  |

### Finale 5º e 7º posto
|  | Semifinali     | Semifinali     | Semifinali  |             |               | Finale 5º/6º posto | Finale 5º/6º posto | Finale 5º/6º posto |  |
|  |                |                |             |             |               |                    |                    |                    |  |
|  | Paesi Bassi    | Paesi Bassi    | 3           |             |               |                    |                    |                    |  |
|  | Paesi Bassi    | Paesi Bassi    | 3           |             |               |                    |                    |                    |  |
|  | Cecoslovacchia | Cecoslovacchia | 0           |             |               |                    |                    |                    |  |
|  | Cecoslovacchia | Cecoslovacchia | 0           |             | Corea del Sud | Corea del Sud      | 3                  |                    |  |
|  |                |                |             |             | Corea del Sud | Corea del Sud      | 3                  |                    |  |
|  |                |                | Paesi Bassi | Paesi Bassi | ?             |                    |                    |                    |  |
|  | Corea del Sud  | Corea del Sud  | Paesi Bassi | Paesi Bassi | ?             | 3                  |                    |                    |  |
|  | Corea del Sud  | Corea del Sud  |             |             |               | 3                  |                    |                    |  |
|  | Svizzera       | Svizzera       | ?           |             |               | Finale 7º/8º posto | Finale 7º/8º posto | Finale 7º/8º posto |  |
|  | Svizzera       | Svizzera       | ?           |             |               |                    |                    |                    |  |
|  |                |                |             |             |               |                    |                    |                    |  |
|  |                |                |             |             |               | Cecoslovacchia     | Cecoslovacchia     | 3                  |  |
|  |                |                |             |             |               | Cecoslovacchia     | Cecoslovacchia     | 3                  |  |
|  |                |                |             |             |               | Svizzera           | Svizzera           | 1                  |  |

## Classifica finale
| Classifica | Squadre                           |
| ---------- | --------------------------------- |
|            | Comunità degli Stati Indipendenti |
|            | Stati Uniti                       |
|            | Cuba                              |
| 4          | Cina                              |
| 5          | Corea del Sud                     |
| 6          | Paesi Bassi                       |
| 7          | Cecoslovacchia                    |
| 8          | Svizzera                          |